# Svatomartinský sněm
Svatomartinský sněm proběhl v pražském kostele sv. Martina ve zdi 11. listopadu až 22. prosince 1433 za účasti všech husitských svazů a delegace moravské šlechty. Sjezd rozhodl o potřebě dalšího jednání s katolickou církví i o pokračování obležení katolické pevnosti Plzně. Zemským správcem byl zvolen Aleš Vřešťovský z Rýzmburka, jehož příkazy měly respektovat všechny husitské síly v Čechách i na Moravě včetně polních vojsk. Tím se výrazně otupil vliv radikálů z řad táborů a sirotků. Odmítl potvrdit tzv. kněžská kompaktáta, uzavřená mezi husitskými duchovními a legáty koncilu 30. 11.
14. dubna z basilejského koncilu dorazili do Čech další poslové. Bylo jasné, že zejména kališnická šlechta se chce s církevním koncilem dohodnout. Země byla zničená válkou a husitská polní vojska už dávno neměla mezi obyvateli jednoznačnou podporu. Stali se z nich nevítaní hosté, kteří byli nuceni vymáhat zásoby násilím. Vývoj událostí směroval k roztržce mezi umírněnými a radikály, která skončila na bojišti u Lipan porážkou husitských polních vojsk 30. května.